# Philip Julian Klass
Philip Julian Klass (Des Moines, 8 novembre 1919 – Merritt Island, 9 agosto 2005) è stato un giornalista e saggista statunitense.
Ha pubblicato in particolare articoli e libri sul fenomeno UFO, che ha affrontato dal punto di vista scettico. Klass è stato critico verso i fautori dell'ipotesi extraterrestre ed ha esercitato un'intensa attività di demistificazione, per cui è stato definito "lo Sherlock Holmes dell'ufologia".

## Biografia
Nato in Iowa a Des Moines nel 1919, Klass è cresciuto a Cedar Rapids, nello stesso stato. Nel 1941 ha conseguito un Bachelor of Science in ingegneria elettrica nell'Università Statale dell'Iowa. Poco tempo dopo è entrato nella General Electric, dove ha lavorato per 10 anni come tecnico nel settore dell'elettronica per l'aviazione.
Nel 1952 ha lasciato il lavoro di tecnico ed ha intrapreso l'attività di giornalista scientifico nella rivista Aviation Week, che diventerà in seguito Aviation Week & Space Technology. Nel 1966, in qualità di giornalista del settore aero-spaziale viene invitato a partecipare ad un dibattito sugli UFO organizzato dall'Institute of Electrical and Electronic Engineers (IEEE). In seguito a quest'evento Klass ha cominciato ad interessarsi di UFO, assumendo una posizione razionalista.
Nel 1971 Klass scrive il suo primo libro, Secret Sentries in Space, sulla tecnologia dei satelliti spia. Due anni dopo viene nominato membro dell'IEEE. Nel 1976 partecipa alla fondazione del CSICOP (Committee for Scientific Investigation of Claims of the Paranormal). In seguito diviene membro dell'American Association for the Advancement of Science, dell'Aviation/Space Writers Association, del National Press Club e del National Aviation Club.
Nel 1986 si ritira dopo 34 anni dall'attività di redattore della rivista Aviation Week & Space Technology, ma continua ancora per parecchi anni a collaborare con il periodico. Nel corso della sua attività giornalistica Klass crea il termine "avionica", che indica un misto di "aviazione" ed "elettronica". Klass collabora anche con le riviste Astronomy Magazine e Skeptical Enquirer.
Nel 2003 Klass si trasferisce in Florida a Merrit Island, dove muore nel 2005.

## Riconoscimenti
- Premio conferito dall'Aviation/Space Writers Association nel 1972, 1974, 1975, 1977 e 1986
- Premio alla carriera Lauren D. Lyman Award conferito nel 1989
- Premio Boeing Decade of Excellence conferito nel 1998 dalla Royal Society of Aeronautic di Londra
- Nel 1999 l'Unione Astronomica Internazionale ribattezza "Klass" l'asteroide 1983RM2/7277.[3]

## Attività in ufologia
Klass assume una posizione scettica in ufologia già nel 1966, dopo la lettura di un articolo del giornalista John G. Fuller su una serie di avvistamenti di UFO vicino Exeter, in New Hampshire. Notando che molti avvistamenti erano avvenuti vicino linee elettriche, Klass avanza l'ipotesi che ci possa essere un tipo sconosciuto di plasma generato dalle stesse linee elettriche o dai trasformatori. Nel 1968 pubblica il suo primo libro sugli UFO dal titolo UFOs Identified, in cui esprime l'idea che questo tipo di plasma potrebbe spiegare molti avvistamenti di UFO e persino casi di rapimenti alieni. L'ipotesi di Klass viene contestata dal fisico James E. McDonald (con cui Klass avrà una dura polemica) ed anche da un gruppo di esperti della Commissione Condon, che la ritengono non scientifica.
Alla fine degli anni sessanta Klass abbandona la sua ipotesi del plasma ed esprime l'idea che gli UFO si possano spiegare con errori di interpretazione dell'osservazione di fenomeni naturali (stelle, meteore, nubi lenticolari, ecc.) e velivoli convenzionali oppure con falsificazioni intenzionali. Nel 1983 Klass pubblica il libro UFOS:The Public Deceived, in cui afferma che alcuni aspetti del fenomeno UFO possono spiegarsi con cause psicosociali. Egli scrive che "quando la copertura mediatica conduce il pubblico a credere che vi sono degli UFO nei dintorni, ci saranno numerosi oggetti naturali o artificiali che, specialmente di notte, possono prendere delle caratteristiche inusuali agli occhi di osservatori pieni di aspettative. Le loro segnalazioni di UFO aumenteranno l'eccitazione del pubblico, cosa che incoraggerà ancor più gli osservatori a cercare di vedere gli UFO. Questa situazione si autoalimenterà sempre più finché i mezzi di comunicazione perderanno interesse per la cosa e allora il fenomeno si sgonfierà rapidamente".
A dimostrazione ulteriore del suo scetticismo, negli anni settanta Klass arriva ad offrire un premio di 10.000 dollari a chiunque fosse riuscito a portare prove decisive a favore dell'ipotesi extraterrestre sugli UFO, come un pezzo di astronave riconosciuto di origine aliena dall'U.S. National Academy of Sciences. Nel libro UFOs Explained Klass si impegna a restituire il prezzo del libro agli acquirenti se fosse stata dimostrata senza alcun dubbio l'origine extraterrestre degli UFO. In una lettera all'ufologo James Moseley scritta nel 1983 afferma che a suo parere gli ufologi non potranno arrivare a risultati definitivi sulla natura degli UFO: "Poco importa quanto tempo vivrete, voi non saprete mai sugli UFO più di quanto sapete oggi".
La figura di Klass è stata fonte di non pochi contrasti nell'ambiente dell'ufologia. Jerome Clark ha affermato che per spiegare fenomeni ufologici Klass si è pronunciato in favore delle bufale più di altri ufologi scettici, ma raramente ha avuto prove evidenti delle sue accuse. Anche l'astronomo e ricercatore ufologico Allan Hendry ha avanzato obiezioni sul modo di operare di Klass, basato a suo dire su soppressioni e distorsioni di fatti evidenti e attacchi "ad personam". Klass è stato invece difeso da Michael Sokolove, che ha definito il suo modo di operare come "la voce della fredda ragione, tendente a dimostrare che una temporanea impossibilità a credere in tutta la storia non avrebbe aperto la porta a speculazioni selvagge". L'ufologo James Moseley ha evidenziato i rapporti ambivalenti esistenti tra Klass e molti ufologi. Da un lato, Moseley ha messo in rilievo che Klass era sincero nelle sue affermazioni, era preparato e i suoi lavori hanno fornito contributi positivi nel campo dell'ufologia; per molti ufologi, Klass era benvenuto o almeno tollerato nei convegni ufologici. Da un altro lato Moseley ha osservato che c'erano problemi riguardanti lo stile personale di Klass e su certi suoi atteggiamenti, come gli attacchi personali al fisico McDonald, non si poteva essere concordi.
Va infine ricordato che la teoria del plasma di Klass è stata in seguito ripresa e rielaborata da altri autori tra cui Paul Deveraux e Albert Budden; nella nuova formulazione potrebbe spiegare alcuni avvistamenti di UFO.

## Opere
Libri:
- UFOs — Identified, 1968, Random House, ISBN 0-394-45003-5
- Secret Sentries in Space, 1971, Random House, ISBN 0-394-46972-0 LCCN 77143994  (sui satelliti spia)
- UFOs Explained, 1974, Random House, hardback ISBN 0-394-49215-3 Vintage Books paperback, ISBN 0-394-72106-3
- UFOs: The Public Deceived, 1983, Prometheus Books, ISBN 0-87975-322-6
- UFO Abductions: A Dangerous Game, 1989, Prometheus Books, ISBN 0-87975-509-1
- The Real Roswell Crashed-saucer Coverup, 1997, Prometheus Books, ISBN 1-57392-164-5
- Bringing UFOs Down to Earth, 1997, Prometheus Books, ISBN 1-57392-148-3

Articoli:
- Plasma Theory May Explain Many UFOs, Aviation Week & Space Technology, August 22, 1966.
- A Field Guide to UFOs, Astronomy, September 1997, pg. 30-35.
- N-Rays and UFOs: Are They Related;,  Skeptical Inquirer, 2(1)57-61
- NASA, the White House, and UFOs, Skeptical Inquirer, 2(2)72-81
- UFOs, the CIA, and the New York Times, Skeptical Inquirer, 4(3)2-5
- UFO Federation Falls on Hard Times, Skeptical Inquirer, 9(4)314-316
- The "Top-Secret UFO Papers" NSA Won't Release, Skeptical Inquirer, vol. 10, reprinted in The UFO Invasion
- Crash of the Crashed Saucer Claim, Skeptical Inquirer, vol. 10, reprinted in The UFO Invasion
- A Hoax UFO Document, Skeptical Inquirer, l0(3) 238-239.
- The Condon UFO Study, Skeptical Inquirer, l0(4) 328-341, reprinted in The UFO Invasion
- FAA Data Sheds New Light on JAL Pilot's Report, Skeptical Inquirer, vol 11, reprinted in The UFO Invasion
- The MJ-12 Crashed Saucer Documents, Skeptical Inquirer, vol. 12, reprinted in The UFO Invasion
- The MJ-12 Papers "Authenticated"?, Skeptical Inquirer, vol. 13, reprinted in The UFO Invasion
- New Evidence of MJ-12 Hoax, Skeptical Inquirer, 14(2)135-140, reprinted in The UFO Invasion
- Additional Comments about the "Unusual Personal Experiences Survey", Skeptical Inquirer, vol. 17, reprinted in The UFO Invasion
- Time Challenges John Mack's UFO Abduction Efforts, Skeptical Inquirer, vol. 12, reprinted in The UFO Invasion
- The GAO Roswell Report and Congressman Schiff, Skeptical Inquirer, vol. 18, reprinted in The UFO Invasion
- That's Entertainment! TV's UFO Coverup, Skeptical Inquirer, vol 20, reprinted in The UFO Invasion